# Shantel VanSanten
Shantel Yvonne VanSanten (Luverne, Minnesota; 25 de julio de 1985) es una actriz y modelo estadounidense. Apareció en la exitosa serie The Flash como Patty Spivot. Como modelo ha aparecido en revistas como Teen Vogue y Diecisiete. En televisión interpretó el papel de Quinn James en la serie One Tree Hill, de The CW. También apareció en las películas Tú y yo y Destino final 4.

## Biografía
VanSanten nació en Luverne (Minnesota), en 1985. De origen neerlandés y noruego, se crio en Dallas (Texas), donde asistió a la Incarnate Word Academy, una institución de enseñanza secundaria para chicas de Houston, y más tarde a la Universidad Cristiana de Texas de Fort Worth. VanSanten también comenzó su carrera como modelo a la edad de quince años para Page Parkes Management.

## Carrera
Apareció por primera vez en televisión como finalista en el reality de televisión de la cadena NBC Sports Illustrated: Swimsuit Model Search; sin embargo, fue eliminada en el primer episodio de la serie.
El 28 de agosto de 2009, apareció como Lori Milligan en la película de terror Destino final 4, cuarta entrega de la saga de Destino final. 
También apareció como invitada en el episodio "She's Not There" de la popular serie de televisión CSI: Nueva York, donde interpretó a Tara Habis. 
Ese mismo año obtuvo uno de sus papeles más importantes cuando se unió al elenco principal de la séptima temporada de la exitosa serie de drama de The CW One Tree Hill, donde interpretó a la fotógrafa Quinn James, la hermana menor de Haley James Scott (Bethany Joy Lenz). 
BuddyTV la colocó en el puesto n.° 24 de la lista de las "100 mujeres más sexys de 2010" y en el lugar n.º 21 en 2011.
En 2011 se unió a la adaptación al cine de la novela t.A.T.u. Come Back, titulada You and I, donde interpretó a Janie.
En 2014 apareció como Christine en la película Something Wicked.
Shantel apareció como la protagonista femenina del vídeo musical de la canción Fragile Bird, de la banda alternativa de Canadá City and Colour.
En la primavera de 2012, se unió al elenco principal de la película de comedia romántica Home for Christmas, donde compartió créditos con los actores Rob Mayes, Mark Famiglietti, Nikki DeLoach y Orson Bean.
En 2015 se unió al elenco principal de The Messengers, donde interpretó a Vera Buckley, hasta el final de la serie, luego de que esta fuera cancelada tras finalizar la primera temporada.
Ese mismo año se unió al elenco recurrente de la serie The Flash, donde dio vida a la detective Patty Spivot, hasta 2016.
En 2016 apareció como invitada en el episodio piloto de la serie Timeless, donde interpretó a Kate Drummond.
Ese mismo año se unió al elenco principal de la serie Shooter, donde interpretó a Julie Swagger, la esposa del sargento Bob Lee Swagger (Ryan Phillippe).
En el año 2019 dio voz a la personaje Wraith para el videojuego Apex Legends, un Shooter/Battle Royale en primera persona, ambientado en el universo de Titanfall, ambos desarrollados por Respawn Entertainment.
De 2022 a 2023, VanSanten volvió a interpretar el papel de la agente especial Nina Chase durante la cuarta y quinta temporadas de la serie de procedimientos FBI de CBS , mientras que la estrella de la serie Missy Peregrym estaba de baja por maternidad. 

## Vida personal
El 9 de febrero de 2021, VanSanten se comprometió con el actor Victor Webster después de conocerse en el set de la película Love Blossoms de 2016.Se casaron en octubre de 2021. En enero de 2023, menos de dos años después del matrimonio, Webster solicitó el divorcio.

## Filmografía
| Cine             | Cine               | Cine                       | Cine                                                          |
| Año              | Título             | Rol                        | Notas                                                         |
| ---------------- | ------------------ | -------------------------- | ------------------------------------------------------------- |
| 2009             | Destino final 4    | Lori Milligan              | Debut en cine                                                 |
| 2009             | In My Pocket       | Sophie                     |                                                               |
| 2010             | Remembrance        | Rebecca Levine             |                                                               |
| 2011             | You and I          | Janie Sawyer               |                                                               |
| 2012             | Something Wicked   | Christine                  |                                                               |
| 2012             | Home For Christmas | Heather                    |                                                               |
| Televisión       |                    |                            |                                                               |
| Año              | Título             | Rol                        | Notas                                                         |
| 2009             | CSI: NY            | Tara Habis                 | Episodio: "She's Not There"                                   |
| 2009–2012        | One Tree Hill      | Quinn James                | Elenco principal (Temporadas 7-9)                             |
| 2013             | Beauty & the Beast | Tyler                      | 3 episodios                                                   |
| 2015             | The Messengers     | Vera Buckley               | Elenco principal                                              |
| 2015-2016        | The Flash          | Patty Spivot               | Recurrente (segunda temporada; 10 episodios)                  |
| 2016             | Rush Hour          | Victoria                   | Episodio: "Familee Ties"                                      |
| 2016             | Timeless           | Kate Drummond              | Episodio: Pilot                                               |
| 2016             | Shooter            | Julie Swagger              | Elenco principal                                              |
| 2019             | For All Mankind    | Karen Baldwin              | Elenco principal                                              |
| 2019-2023        | The Boys           | Becca Butcher              | Personaje recurrente                                          |
| 2022-2024        | FBI                | Agente especial Nina Chase | Personaje recurrente (Temporadas 4-6)                         |
| 2023             | FBI:International  | Agente especial Nina Chase | Episodio: "Imminent Threat: Part One"                         |
| 2023-presente    | FBI:Most Wanted    | Agente especial Nina Chase | Actriz invitada (Temporada 4), Elenco principal (Temporada 5) |
| 2024-presente    | Invincible         | Anissa                     | Voz, Temporada 2                                              |
| Vídeos musicales |                    |                            |                                                               |
| Año              | Título             | Rol                        | Artista                                                       |
| 2011             | Fragile Bird       | Mujer preocupada           | City and Colour                                               |
| 2014             | Amy                | Amy Anderson               | Goodie Mob                                                    |
| Videojuegos      |                    |                            |                                                               |
| Año              | Título             | Rol                        | Notas                                                         |
| 2019-2023        | Apex Legends       | Wraith                     | Voz de personaje                                              |